# Charina
Charina – rodzaj węży z podrodziny Charininae w rodzinie dusicielowatych (Boidae).

## Zasięg występowania
Rodzaj obejmuje gatunki występujące w Kanadzie i Stanach Zjednoczonych.

## Systematyka

### Etymologia
- Charina: J.E. Gray nie wyjaśnił etymologii nazwy rodzajowej[2], być może od gr. χαριεις kharieis, χαριεσσα khariessa „pełen wdzięku, piękny”[5].
- Wenona: Baird i Girard nie wyjaśnili etymologii nazwy rodzajowej[3], być może pochodzi od imienia Wenona. Gatunek typowy: Wenona plumbea Baird & Girard, 1852 (= Tortrix bottae de Blainville, 1835).

### Podział systematyczny
Do rodzaju należą następujące gatunki: 
- Charina bottae – charyna gumowa[6]
- Charina umbratica